# آلاله سبلانی
آلاله سبلانی (نام علمی: Ranunculus merovensis) نام یک گونه از سرده آلاله است. سردهٔ آلاله در ایران ۵۵ گونهٔ علفی یک ساله و چند ساله دارد. آلاله سبلانی یکی از ۵۵ گونهٔ موجود در ایران است.